# Marie-Josèphe Zane-Fé Touam-Bona
Marie-Josèphe Zane-Fé Touam-Bona, née Jeanne Marie Josèphe Jeannot le 12 septembre 1933 à Ippy (Oubangui-Chari, en AEF) et morte le 7 décembre 2001 à Lagny-sur-Marne (Seine-et-Marne, France), est une femme politique, ministre et députée centrafricaine. Elle est la première femme ministre en République centrafricaine et également militante pour les droits des femmes.

## Jeunesse
Elle appartient à l’ethnie Banda, peuple du Centre-nord de la Centrafrique.
Son nom de jeune fille est Jeanne Marie-Josèphe Jeannot, fille d’un ingénieur des mines belge (ancien colon) et d’une femme de l’ethnie Banda.
À partir de cinq ans, elle vécut chez les sœurs de la Congrégation du Saint-Esprit de Bangui, où elle commença à enseigner à l’âge de douze ans.
Elle épousa à 16 ans, le 24 octobre 1951, un instituteur, Franck Antonio, avec qui elle eut par la suite 4 garçons et 3 filles. Ils divorcèrent en 1970. Elle se remaria en 1975 avec Zane-Fé Touam-Bona André.

## Carrière
En 1960 et 1961, elle fit une formation d’assistante sociale nutritionniste grâce à une bourse d’étude qu’elle obtint du ministère de l’Éducation nationale centrafricain. Elle créa plus tard un mouvement social féminin appelé Union des femmes centrafricaines (qui se transforma par la suite en Office des femmes centrafricaines).
Elle fut membre active du Mouvement mondial des mères (MMM).
Elle commença sa vie professionnelle dans l’enseignement et gravit très rapidement les différents échelons lui permettant de faire son entrée dans les services sociaux régis par le ministère des Affaires sociales.
Elle fut chef de service de la Promotion féminine en 1964 puis directrice des Affaires sociales en 1965.
Elle fut membre du Conseil économique et social nommé par le gouvernement en 1966. Puis, elle fit partie de la délégation centrafricaine qui participa à la session ordinaire des Nations unies à New York en 1968.
En 1970, elle est nommée secrétaire d'État aux affaires sociales, la première femme de son pays à occuper un poste de secrétaire d’État. Elle est nommée ministre des Affaires sociales en 1970-1, redevient secrétaire d'État aux affaires sociales en 1975, puis ministre adjoint aux affaires sociales en 1976. De 1976 à 1979, elle est ministre des affaires sociales, de l'organisation et de la promotion des femmes. En 1979, elle est ministre d'État à la planification, la coopération internationale et les statistiques.
Elle fut élue députée de sa région maternelle, les Mbrès, comme candidate indépendante sur les listes de l'Assemblée nationale durant la législature de 1993 à 1998 puis, de 1999 à sa mort en décembre 2001.
Elle fut enterrée en République centrafricaine après avoir eu les honneurs de la nation (deuil national de trois jours) en présence du président de la République, des membres du gouvernement, des membres du corps diplomatique, des membres de l’Assemblée nationale et reçut à titre posthume la médaille de la Reconnaissance de la Nation.

### Décorations
Ses quelques décorations et distinctions durant sa vie politique :
- Commandeur de l'ordre de l'opération Bokassa
- Grand officier de l'ordre du Mérite centrafricain
- Commandeur des Palmes académiques
- Chevalier de la Légion d'honneur française

## Militante pour l'égalité des sexes
Elle fut également militante pour les droits des femmes.
Elle fut pionnière dans certains secteurs sociaux et de santé en créant les premiers jardins d’enfants, les ateliers d’arts ménagers pour les femmes, l’accès aux femmes à la formation et aux conseils d’hygiène et de nutrition, les pouponnières, les premiers moyens de locomotion pour les personnes handicapées (fauteuils roulants), l’accès à la sécurité sociale, etc.